# Poecilopsis miniata
Poecilopsis miniata är en fjärilsart som beskrevs av Harrison. Poecilopsis miniata ingår i släktet Poecilopsis och familjen mätare. Inga underarter finns listade i Catalogue of Life.